# Pinkerton (album)
Pinkerton – drugi studyjny album zespołu Weezer. Wydany został w 1996 roku. Album charakteryzuje zmiana brzmienia z wygładzonego na bardziej agresywne i brudne, współgrające z bardziej osobistymi niż na debiucie piosenkami autorstwa Riversa Cuomo.  Pojawiają się też motywy zaczerpnięte z kultury japońskiej oraz odniesienia do Madama Butterfly, opery Giacomo Pucciniego (z której zaczerpnięto też tytuł). Złe recenzje, kiepska sprzedaż i śmierć Mykel i Karli Allen, prowadzących fanklub zespołu, doprowadziły do rozłamu, w wyniku którego nastąpiła przerwa w działalności zespołu w latach 1997-2000. Z czasem opinie na temat Pinkerton znacznie się polepszyły, jego popularność wzrosła i jest on dzisiaj uważany przez fanów i krytyków muzycznych za artystyczny sukces zespołu, a nawet jedną z najlepszych płyt lat 90.

## Songs From The Black Hole
Oryginalna wersja albumu miała formę musicalu, który opowiadał o wyprawie w kosmos i był metaforą sukcesu zespołu oraz wiążących się z nim wątpliwości. Po napisaniu 2/3 ilości niezbędnych piosenek do opowiedzenia całej historii, Rivers postanowił porzucić ten pomysł i nagrać normalną kolekcję niepowiązanych żadną oczywistą narracją piosenek. Większość utworów z porzuconego projektu ukazała się w tych czy innych formach na płytach Weezera i projektach z nimi związanych. W wykonaniu zespołu, utwory "Tired of Sex", "Getchoo" i "No Other One" trafiły na Pinkerton, "I Just Threw Out the Love of My Dreams", "Waiting On You" i "Devotion" na drugie strony singli promujące album. Solowe dema Riversa utworów "Who You Callin' Bitch?", "Oh Jonas", "Please Remember", "Blast Off!", "Come to My Pod", "Superfriend", "Good News!" i "Longtime Sunshine" trafiły na składanki z demówkami Riversa wydawanymi w serii Alone (2007-2008),  "You Won't Get With me Tonight" trafiło na składankę amerykańskiego internetowego magazynu muzycznego Buddyhead (2002), a "Oh No This Is Not For Me" i wczesna wersja 'Tired of Sex" zostały wrzucone do internetu jako darmowe pliki w roku 2002. Musical obrósł legendą wśród fanów zespołu i nalegali oni na jego wydanie, mimo że nigdy nie został dokończony. Doprowadziło to do tego, że brakujące utwory zostały udostępnione w formie zapisu nutowego do swobodnej interpretacji przez fanów.

## Pinkerton

### Informacje o utworach
Utwory umieszczone na albumie zostały napisane w większości podczas pobytu Riversa Cuomo na Harvardzie w roku 1996 i umieszczone zostały w takiej kolejności w jakiej zostały napisane. "Across The Sea" został zainspirowany przez list od nastoletniej fanki z Japonii jaki Rivers dostał podczas trasy promującej album Weezer, "The Good Life" okres w życiu Riversa kiedy leżał w szpitalu po korekcji długości lewej nogi, "El Scorcho" zawiera cytaty z eseju napisanego przez jednego ze współstudentów Riversa na Harvardzie, a "Butterfly" odnosi się bezpośrednio do wydarzeń i postaci z opery Madama Butterfly. Większość inspiracji muzycznych z okresu pisania albumu pojawia się we wkładce do albumu w postaci mapy, gdzie poszczególne miejsca nazwane są od nazw zespołów. Nieintencjonalnie, tematyka utworów i ich kolejność ustawiają się w luźno powiązaną serię historii pokazujące różne etapy fascynacji kobietami, od typowo fizycznego ("Tired of Sex"), poprzez różne stadia fascynacji emocjonalnej, aż do znalezienia idealnej partnerki ("Falling For You") i zniszczenia udanego związku ("Butterfly").

### Lista utworów
Wszystkie utwory napisane przez Riversa Cuoma
| Nr  | Tytuł             | Długość |
| --- | ----------------- | ------- |
| 1.  | "Tired of Sex"    | 3:01    |
| 2.  | "Getchoo"         | 2:52    |
| 3.  | "No Other One"    | 3:01    |
| 4.  | "Why Bother?      | 2:08    |
| 5.  | "Across the Sea"  | 4:32    |
| 6.  | "The Good Life"   | 4:17    |
| 7.  | "El Scorcho"      | 4:03    |
| 8.  | "Pink Triangle"   | 3:58    |
| 9.  | "Falling for You" | 3:47    |
| 10. | "Butterfly"       | 2:53    |

### Personel
- Rivers Cuomo: Wokal, gitary, klawisze
- Matt Sharp: Bass, chórki
- Patrick Wilson: Perkusja, chórki
- Brian Bell: Gitary, chórki
- Karl Koch: Bęben w "Butterfly"

### Inne utwory nagrane podczas sesji do albumu[13]
- "Blast Off!"
- "Devotion" - wydany jako strona B singla "The Good Life"
- "Dude, We're Finally Landing"
- "Getting Up and Leaving" - pierwotnie rozważany na debiutancki album, nagrany do niewydanego singla "Pink Triangle"
- "I Just Threw Out the Love of My Dreams" - wydany jako strona B singla "The Good Life"
- "I Swear It's True" - pierwotnie rozważany na debiutancki album, nagrany do niewydanego singla "Pink Triangle"
- "Longtime Sunshine"
- "She's Had a Girl"
- "Superfriend"
- "Tragic Girl"
- "Waiting on You" - wydany jako strona B singla "The Good Life"
- "You Gave Your Love to Me Softly" - wydany jako strona B singla "El Scorcho"
- "You Won't Get with Me Tonight"